# Center za metodologijo in informatiko
Center za metodologijo in informatiko (kratica CMI) je raziskovalna enota, ki deluje v sklopu Inštituta za družbene vede Fakultete za družbene vede v Ljubljani.
Center izvaja številne raziskave na različnih področjih metodologije družboslovja in informatike. Ustanovna predstojnica je bila Anuška Ferligoj. Trenutni (2020) vodja centra je dr. Gregor Petrič.